# Арлјер (Долина Аосте)
Арлјер је насеље у Италији у округу Долина Аосте, региону Долина Аосте.
Према процени из 2011. у насељу је живело 162 становника. Насеље се налази на надморској висини од 556 м.